# Explosion de l'Humberto Vidal

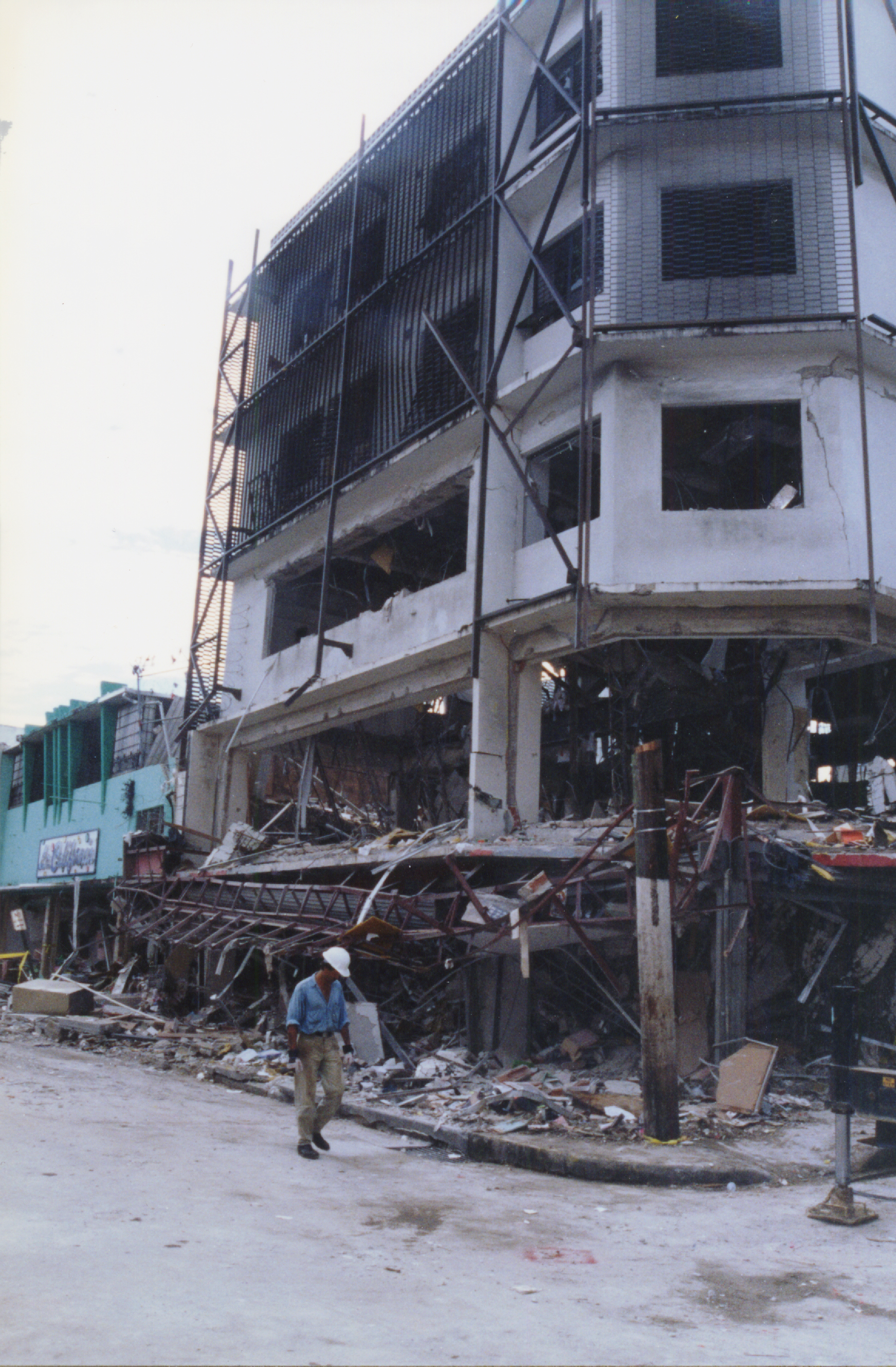
Bâtiment après l'explosion

L'explosion de l'Humberto Vidal (aussi appelée explosion à Río Piedras) désigne un grave accident survenu le 21 novembre 1996 à Río Piedras, sur l'île de Porto Rico : un immeuble de six étages, hébergeant au rez-de-chaussée le magasin de chaussures Humberto Vidal, a explosé en raison d'une fuite de gaz puis s'est effondré sur les habitants, causant 33 morts et 69 blessés.

## Chronologie
Plusieurs jours avant la catastrophe, les propriétaires du magasin de chaussures alertent la San Juan Gas Company et se plaignent d'une forte odeur de gaz.
L'explosion se produit le jeudi 21 novembre 1996 à 8h35 du matin, dans le quartier commerçant de Río Piedras. Le bâtiment abritait un magasin de chaussures, le Humberto Vidal, une joaillerie, un magasin de musique et le siège de la chaîne Humberto Vidal. Pratiquement détruit après l'explosion, l'immeuble est ensuite démoli.
Le bilan humain de la catastrophe s'élève à 33 personnes décédées et 69 blessées.

## Enquête
Les premières hypothèses sur les causes de l'accident pointent vers une bombe déposée par des paramilitaires clandestins, voire un incendie volontaire. Néanmoins, aucune trace d'explosif ni de produits inflammables n'a été relevée sur les lieux. Le National Transportation Safety Board (NTSB) est chargé de l'enquête tandis que la San Juan Gas Company, propriété d'Enron, nie toute responsabilité.
L'enquête du NTSB signale que, dans les jours précédent la catastrophe, plusieurs personnes ont signalé une odeur déplaisante dans le sous-sol du magasin de chaussures ; la boutique n'étant pas raccordée au gaz, les enquêteurs ont examiné les autres conduites à proximité et découvrent qu'un tuyau, qui transportait du propane (plus lourd que l'air), était percé. Le propane s'est répandu dans le sous-sol, se déplaçant jusqu'au sous-sol de l'Humberto Vidal. Les techniciens alertés n'ont pas détecté cette fuite : en creusant dans le sol pour relever la concentration, leurs sondes ne descendaient qu'à 46 centimètres sous la surface ; or, le propane, qui est lourd, se trouvait à 1 mètre 20 sous la surface. Par ailleurs, un technicien chargé de mesurer la concentration dans le sous-sol du magasin était muni d'un appareil qui doit être activé avant d'entrer dans un bâtiment, mais il ne l'a activé qu'une fois dans le sous-sol : l'appareil n'a donc pas fonctionné correctement et le technicien n'a pas vu le problème. Le gaz a rencontré une source d'ignition, probablement une étincelle électrique venant de l'air conditionné.
Le NTSB estime que les employés de San Juan Gas Company n'étaient pas correctement formés et que les autorités n'avaient pas pris de mesures suffisantes pour prévenir ce type de risque.